# Amblycheila cylindriformis
Amblycheila cylindriformis är en skalbaggsart som först beskrevs av Thomas Say 1823.  Amblycheila cylindriformis ingår i släktet Amblycheila och familjen jordlöpare. Inga underarter finns listade i Catalogue of Life.